# Microserica zorni
Microserica zorni är en skalbaggsart som beskrevs av Ahrens 2001. Microserica zorni ingår i släktet Microserica och familjen Melolonthidae. Inga underarter finns listade i Catalogue of Life.